# Милко Милев
Милко Лазаров Милев е български офицер, генерал-майор.

## Биография
Роден е на 22 юни 1930 г. в София. От 1981 г. е част от Военния съвет на тила на българската армия като началник-щаб на тила на българската народна армия. През 1983 г. участва заедно със съпругата си Маргарита Милева в Българската делегация в Куба. Излиза в запаса през 1991 г. Почива мирно в дома си на 11 ноември 2010 г. Погребан с почести в Софийски централни гробища.